# 圣克里斯托瓦尔山圣母无玷始胎朝圣地

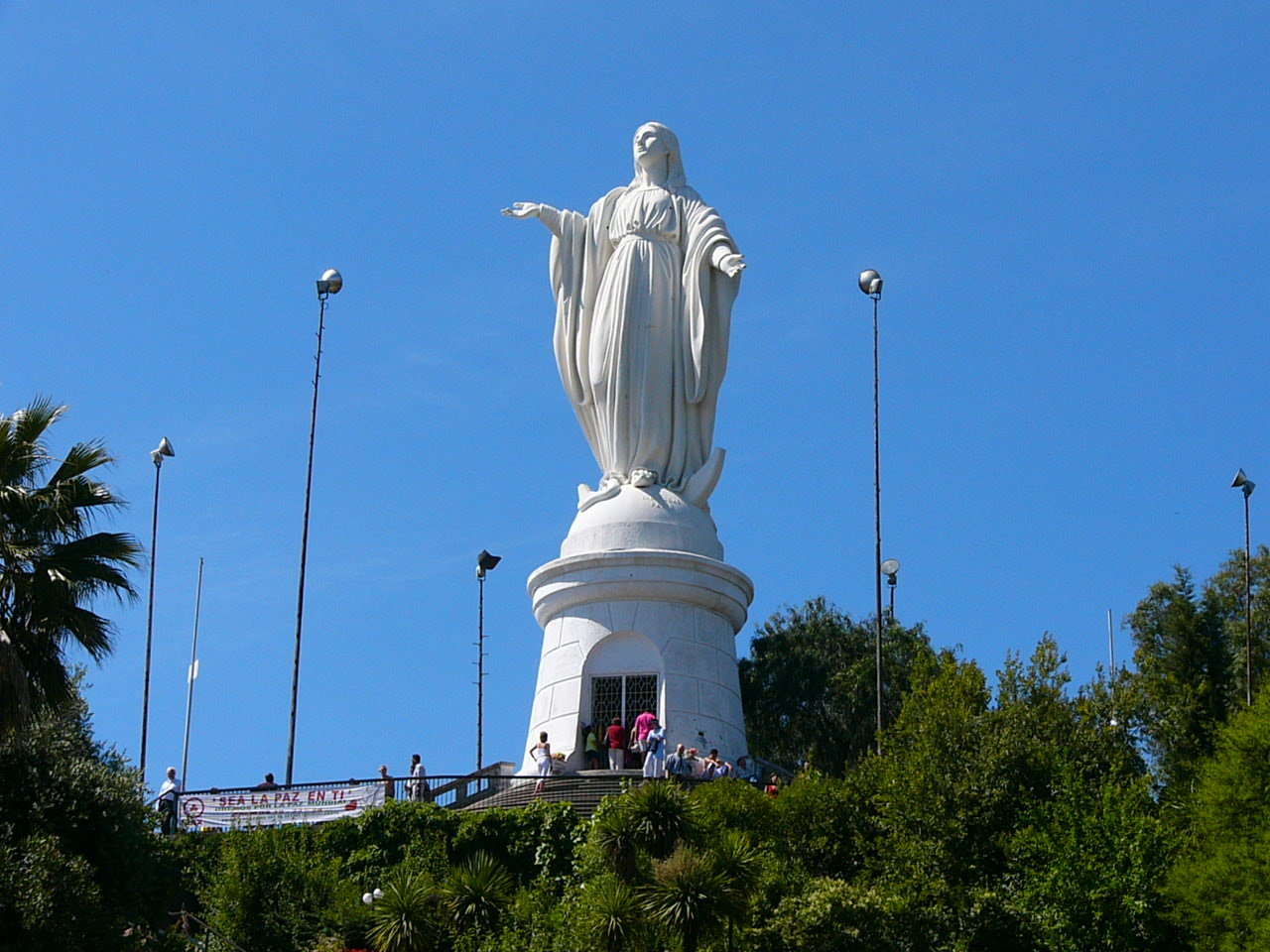
山顶上的圣母玛利亚雕像

圣克里斯托瓦尔山圣母无玷始胎朝圣地（西班牙語：Santuario de la Inmaculada Concepción del Cerro San Cristóbal）用于纪念圣母无玷始胎，是智利天主教会的主要礼拜场所之一，也是智利圣地亚哥的象征。朝圣地位于圣克里斯托瓦尔山山顶，海拔约863米，主要包括山顶上的一座巨大的圣母玛利亚雕像，雕像高14米，底座高8.3米，重36610公斤。底座有一个小堂。1987年4月1日，若望保禄二世来此祈祷，并为圣地亚哥城祝福。在夜间，雕像由两侧的灯光照亮，使人们从圣地亚哥各处可以日夜看到雕像。
雕像脚下有一个露天剧场，用于举行弥撒或其他宗教仪式。在雕像附近，还有一个小堂供人祈祷。前往雕像，可以通过圣地亚哥大都会公园的连接道路，或乘坐缆车或电缆车，最后一站就在朝圣地旁边。 
雕像目前状况良好，于2012年初进行了彻底清洁和重新涂色。

## 历史
在西班牙军队抵达智利之前，朝圣地所在的地方已受到当地居民的崇敬，称为“图帕胡艾”（Tupahue），在馬普切語中意为“神之地”。圣地亚哥建城后不久，一座10米高的十字架被安放在山顶上，一直保存到19世纪末。良十三世和庇护十世连续两位教宗都呼吁，在1904年庆祝圣母无原罪教义颁布50周年。圣地亚哥总主教玛丽亚诺·卡萨诺瓦响应这一号召，要求神父若瑟·阿莱霍·芬特召开一次神职人员和平信徒的会议，在这次会议上，芬特提议修建圣母朝圣地，获得支持。
这座雕像被认为是“罗马圣母”的复制品，由路易吉·波莱蒂设计，朱塞佩·奥比西创作。 当时的智利驻法国大使恩里克·萨尔瓦多·桑富恩特斯，委托法国铸造厂 Val D’Osne 制作这座雕像。这座雕像当时价值22000法郎 。
朝圣地所在的土地是由雷科莱塔的多明我堂和圣地亚哥的加尔默罗会圣德肋撒修院捐赠的。 朝圣地于1904年12月8日奠基，1908年4月26日正式落成。 1987年，教宗若望保禄二世参观了朝圣地。